# 三瀬諸淵
三瀬 諸淵（みせ もろぶち、天保10年7月1日（1839年8月9日）- 明治10年（1877年）10月19日）は、幕末・明治期の医師。初名・周三（しゅうぞう）。幼名は弁次郎、字は修夫。伊予国大洲出身。

## 人物
幼い頃に両親を失い親戚の下で育てられる。幼い頃から学ぶことに熱心だった諸淵は、大洲市八幡神社の神主、常磐井家が開いた私塾「古学堂」にて国学を学んだ。そして1855年、遠縁の医師二宮敬作の弟子となり、その際、二宮の元にいた長州藩の村田蔵六（大村益次郎）からオランダ語を学び、蘭学に関心を抱くようになっていく。その後、二宮とともに長崎に渡り蘭学、医学を修めた。
安政5年（1858年）に大洲に一時帰郷したときに、長崎から持ち帰った発電機と電信機を持って、古学堂に旧師、常磐井厳矛を訪ね、大洲藩の許可を受けて古学堂から肱川の河川敷まで電線を引き、「電信」の実験を行った。古学堂2階から肱川向かいの矢六谷の水亭まで約980メートルの間に銅線を架設し、打電したところ成功。その様子は日本電信電話株式会社広報部 『電話100年小史』(1990年)にも取り上げられている。また、八幡神社参道には、NTTによって「日本における電信の黎明」碑が建てられている。
安政6年（1859年）、二宮の師であったシーボルトが再来日すると、シーボルトに預けられた。シーボルトの長男のアレクサンダー・フォン・シーボルト の家庭教師役を務めながら、自身は医学を学んだ。
文久2年（1862年）になると、諸淵がシーボルトのために国学の知識を生かして、日本の歴史書の翻訳をおこなっていた事が発覚、投獄される。しかし、後世書かれた妻・高子の手記によると、通訳の件に関して公の役人を差しおいたことが一因であるという。石川島寄場に投獄中に横浜にてライフルを購入取引した西村勝三、金貨密輸出をした高島嘉右衛門を知り、三人で病舎改善、薬餌の設備をし、また病囚回徴後の手工業として雷管製造を許可された。2年後の1864年に出獄している。
釈放後、大洲に帰国するが、そのまま大洲藩に召される事になる。後に江戸幕府によって大坂に召されるが、明治維新を迎えると、そのまま新政府に仕えて医学校の創設にあたる。
この間の慶応2年（1866年）にシーボルトの孫娘にあたる楠本高子（母は楠本イネ）と結婚している。明治元年（1868年）、明治新政府の命により、大阪で大阪大学医学部の前身にあたる大阪医学校兼病院設立に携わり、教官(大学小助教)を務めた。明治3年（1870年）頃に諸淵と名乗り始める。
明治4年1871年に文部省が設置され、東京医学校の創設時に、招かれ文部中助教となり、翌年には文部大助教を務めた。明治6年（1873年）に官を退いて大阪で病院を開くが、明治10年（1877年）胃腸カタルにより39歳で死去した。
大正15年（1926年）に医学教育における功労によって正五位が贈られた。

## 関連文献
- 吉村昭『ふぉん・しいほるとの娘』、新版・新潮文庫（上下）、改版2009年。楠本イネが主人公